# Энергетика Новосибирской области
Энергетика Новосибирской области — сектор экономики региона, обеспечивающий производство, транспортировку и сбыт электрической и тепловой энергии. По состоянию на середину 2021 года, на территории Новосибирской области эксплуатировались восемь электростанций общей мощностью 3031,2 МВт, в том числе одна гидроэлектростанция и семь тепловых электростанций. В 2020 году они произвели 12 362 млн кВт·ч электроэнергии.

## История
Начало использования электроэнергии на территории современной Новосибирской области относится к началу 1900-х годов, когда отдельные организации и частные лица начали устанавливать в только что основанном Новониколаевске (современный Новосибирск) небольшие энергоустановки для собственных нужд. Такие энергоустановки были установлены на мельнице, в паровозном депо, торговом корпусе, кинотеатрах. Первая электростанция общего пользования была введена в эксплуатацию в Новониколаевске в начале 1913 года, её оборудование включало два котла и два локомобиля, позднее был установлен ещё один локомобиль. Эта электростанция позволила наладить уличное электрическое освещение, а также массово подключать к энергоснабжению организации и жилые дома. К началу 1920-х годов мощностей этой станции стало резко не хватать, а её оборудование достигло высокой степени износа. Встал вопрос о сооружении новой городской электростанции.
В 1924 году начинается строительство Новосибирской центральной электрической станции (позднее переименованной в Новосибирскую ТЭЦ-1), первый турбоагрегат которой был пущен уже в начале 1926 года. Изначально мощность Новосибирской ЦЭС составляла 1 МВт, но станция расширялась и к 1933 году её мощность достигла 11,5 МВт. Пуск Новосибирской ЦЭС позволил вывести из эксплуатации изношенную городскую электростанцию дореволюционной постройки, а также запустить новосибирский трамвай. Как электростанция Новосибирская ТЭЦ-1 работала до 1964 года, после чего была трансформирована в котельную. В 1931 году в Новосибирске было создано районное энергетическое управление (РЭУ) «Запсибэнерго», в 1944 году оно переименовывается в «Новосибирскэнерго». В 1933 году создается Новосибирский энергокомбинат, в котором концентрируется электросетевое хозяйство — изначально оно включало в себя 81 километр воздушных и 69 километров кабельных линий электропередачи и 47 трансформаторных подстанций.
В 1931 году начинается строительство второй крупной электростанции города — Левобережной ГРЭС (ныне Новосибирская ТЭЦ-2). Первый ток новая станция, оборудование которой тогда состояло из одного турбоагрегата мощностью 24 МВт и двух котлов, дала в конце 1935 года. В 1941 году был пущен второй турбоагрегат, мощность станции достигла 49 МВт. В годы Великой Отечественной войны в Новосибирск был эвакуирован ряд предприятий, резко возросшее энергопотребление привело к значительному дефициту электроэнергии, который сохранялся, несмотря на ввод в эксплуатацию в 1942—1943 годах двух первых турбоагрегатов (мощностью по 25 МВт) Новосибирской ТЭЦ-3.
В 1950 году было начато строительство Новосибирской ГЭС, гидроагрегаты станции были введены в эксплуатацию в 1957—1959 годах, что позволило ликвидировать дефицит электроэнергии в Новосибирске. В 1950-х годах продолжилось развитие и тепловой энергетики — в 1952 году была пущена Новосибирская ТЭЦ-4, в 1952 году — Барабинская ТЭЦ, в 1958—1959 годах была увеличена мощность Новосибирской ТЭЦ-2 до 124 МВт. В 1955 году Новосибирская энергосистема была объединена с Омской энергосистемой, в 1958 году была в пределах области была закончена электрификация Транссиба.
В послевоенное время начинается активная электрификация сельской местности, первоначально путем строительства небольших тепловых электростанций и малых ГЭС (типичным представителем которых является Киикская ГЭС мощностью 0,78 МВт). С середины 1950-х годов начался процесс присоединения сельских населённых пунктов к централизованному энергоснабжению, в целом завершённый к 1970 году, после чего малоэффективные небольшие электростанции были закрыты.
В 1978 году Новосибирская энергосистема была присоединена к единой энергосистеме России. В 1973 году было начато строительство крупнейшей электростанции региона — Новосибирской ТЭЦ-5, энергоблоки которой были пущены в 1985—2004 годах. В 1992 году был дан старт строительству Новосибирской ТЭЦ-6, которое велось низкими темпами и было прекращено в 2003 году при низкой степени готовности.

## Генерация электроэнергии
По состоянию на середину 2021 года, на территории Новосибирской области эксплуатировались восемь электростанций общей мощностью 3031,2 МВт. В их числе одна гидроэлектростанция — Новосибирская ГЭС и семь тепловых электростанций — Новосибирская ТЭЦ-2, ТЭЦ-3, ТЭЦ-4 и ТЭЦ-5, Энергоблок, расположенный в жилищном комплексе «Березовое» в Первомайском районе г. Новосибирска, Барабинская ТЭЦ и ГПА ООО «Холод Инвест».

### Новосибирская ГЭС
Расположена в г. Новосибирске, на реке Обь. Единственная крупная гидроэлектростанция в Западной Сибири. Гидроагрегаты станции введены в эксплуатацию в 1957—1959 годах. Установленная мощность станции — 490 МВт, фактическая выработка электроэнергии в 2020 году — 2265,8 млн кВт·ч. В здании ГЭС установлены 7 гидроагрегатов мощностью по 70 МВт. Принадлежит ПАО «РусГидро».

### Новосибирская ТЭЦ-2
Расположена в Ленинском районе Новосибирска, один из источников теплоснабжения города. Паротурбинная теплоэлектроцентраль, в качестве топлива использует каменный уголь. Старейшая ныне действующая электростанция региона — эксплуатируемые в настоящее время турбоагрегаты станции введены в эксплуатацию в 1958—1987 годах, при этом сама станция работает с 1935 года. Установленная электрическая мощность станции — 345 МВт, тепловая мощность — 920 Гкал/час. Оборудование станции включает в себя семь турбоагрегатов, три мощностью по 20 МВт, один — 60 МВт, один — 65 МВт и два по 80 МВт, а также семь котлоагрегатов. Принадлежит АО «СИБЭКО» (входит в Сибирскую генерирующую компанию).

### Новосибирская ТЭЦ-3
Расположена в Ленинском районе Новосибирска, один из источников теплоснабжения города. Паротурбинная теплоэлектроцентраль, в качестве топлива использует бурый уголь. Турбоагрегаты станции введены в эксплуатацию в 1942—2005 годах. Установленная электрическая мощность станции — 496,5 МВт, тепловая мощность — 945 Гкал/час. Оборудование станции включает в себя девять турбоагрегатов, два мощностью по 4 МВт, один — 16,5 МВт, один — 25 МВт, один — 37 МВт, три — по 100 МВт и один — 110 МВт. Также имеется восемь котлоагрегатов. Принадлежит АО «СИБЭКО».

### Новосибирская ТЭЦ-4
Расположена в Калининском районе Новосибирска, один из источников теплоснабжения города. Паротурбинная теплоэлектроцентраль, в качестве топлива использует каменный уголь. Эксплуатируемые в настоящее время турбоагрегаты станции введены в эксплуатацию в 1957—1970 годах, при этом сама станция работает с 1952 года. Установленная электрическая мощность станции — 384 МВт, тепловая мощность —1120 Гкал/час. Оборудование станции включает в себя шесть турбоагрегатов, два мощностью по 22 МВт, один — 30 МВт, два — по 100 МВт и один — 110 МВт. Также имеется восемь котлоагрегатов и один водогрейный котёл. Принадлежит АО «СИБЭКО».

### Новосибирская ТЭЦ-5
Расположена в Октябрьском районе Новосибирска, один из источников теплоснабжения города. Крупнейшая электростанция региона. Блочная паротурбинная теплоэлектроцентраль с водогрейной котельной, в качестве топлива использует бурый уголь (для энергетических котлов) и природный газ (для водогрейных котлов). Турбоагрегаты станции введены в эксплуатацию в 1985—2004 годах. Установленная электрическая мощность станции — 1200 МВт, тепловая мощность —2730 Гкал/час. Оборудование станции скомпоновано в шесть энергоблоков мощностью по 200 МВт, каждый из которых включает в себя турбоагрегат и котлоагрегат. В котельной установлены два паровых котла и семь водогрейных котлов. Принадлежит АО «СИБЭКО».

### Энергоблок в жилищном комплексе «Березовое»
Расположен в Новосибирске, обеспечивает энергоснабжение жилого комплекса. Газопоршневая электростанция с комбинированной выработкой тепловой и электрической энергии (когенерационная установка), в качестве топлива использует природный газ. Введен в эксплуатацию в 2011—2013 годах. Установленная электрическая мощность станции — 13,6 МВт, тепловая мощность — 53,8 Гкал/час. Оборудование станции включает в себя пять газопоршневых установок мощностью по 2 МВт с котлами-утилизаторами, два дизель-генератора мощностью по 1,8 МВт, пять водогрейных котлов и пять электрокотлов. Принадлежит ООО «Генерация Сибири».

### Барабинская ТЭЦ
Расположена в г. Куйбышеве, основной источник теплоснабжения города. Паротурбинная теплоэлектроцентраль, в качестве топлива использует каменный уголь. Турбоагрегаты станции введены в эксплуатацию в 1953—1997 годах. Установленная электрическая мощность станции — 101 МВт, тепловая мощность — 293 Гкал/час. Оборудование станции включает в себя четыре турбоагрегата, пять котлоагрегатов и два водогрейных котла. Принадлежит АО «СИБЭКО».

### ГПА ООО «Холод Инвест»
Газопоршневая установка мощностью 1,1 МВт. Подключена на параллельную работу с энергосистемой в 2021 году.

## Потребление электроэнергии
Потребление электроэнергии в Новосибирской области (с учётом потребления на собственные нужды электростанций и потерь в сетях) в 2020 году составило 15 964 млн кВт·ч, максимум нагрузки — 2887 МВт. Таким образом, Новосибирская область является энергодефицитным регионом по электроэнергии и сбалансированным по мощности. Функции гарантирующего поставщика электроэнергии выполняет АО «Новосибирскэнергосбыт».

## Электросетевой комплекс
Энергосистема Новосибирской области входит в ЕЭС России, являясь частью Объединённой энергосистемы Сибири, находится в операционной зоне филиала АО «СО ЕЭС» — «Региональное диспетчерское управление энергосистем Новосибирской области, Алтайского края и Республики Алтай» (Новосибирское РДУ). Энергосистема региона связана с энергосистемами Томской области по одной ВЛ 110 кВ, Кемеровской области по одной ВЛ 500 кВ, двум ВЛ 220 кВ и четырём ВЛ 110 кВ, Алтайского края по одной ВЛ 500 кВ, пяти ВЛ 220 кВ и трём ВЛ 110 кВ, по одной ВЛ 500 кВ, Омской области по одной ВЛ 220 кВ и двум ВЛ 110 кВ, Казахстана по двум ВЛ 220 кВ,.
Электросетевой комплекс региона включает 12 ЛЭП напряжением 500 кВ, 57 ЛЭП напряжением 220 кВ, 401 ЛЭП напряжением 110 кВ. Магистральные линии электропередачи напряжением 500 кВ эксплуатируются филиалом ПАО «ФСК ЕЭС» — Западно-Сибирское ПМЭС, напряжением 220 кВ — АО «Электромагистраль», распределительные сети напряжением 110 кВ и менее — АО «Региональные электрические сети» (в основном) и территориальными сетевыми организациями.